# Șantaj emoțional
Șantajul emoțional se referă la constrângerile exercitate asupra unei persoane instabile din punct de vedere emoțional, slăbiciune intens exploatată de manipulator.
Având în vedere ca șantajul este îndreptat asupra emoțiilor, aplicarea lui poate zădărnici o persoană în așa fel încât poate fi înșelată, de exemplu legat de afecțiunea umană acolo unde emoțiile sunt puternic influențate de elementul șantajului. 
Emoțiile pot varia, niciuna nu poate fi constantă, iubirea față de cineva poate fi mai mare într-o zi bună si poate fi mai mică in altă zi. Nu va fi constantă pe tot parcursul unei relații sau căsnicii. Emoțiile pot face ca un om să fie calm sau nervos, iubitor sau să urască, vesele sau trist iar șantajul este un atac la sentimentele pe care le are o persoană fată de manipulator.  El este folosit pentru a obține ceea ce în mod normal omul nu ar aproba sau nu ar fi de acord față de cel care șantajează.